# Philip Fitzgerald
Philip Fitzgerald (alias Felipe Geraldino o Philip Hellen; fl. XVII secolo) è stato un pirata e corsaro irlandese attivo negli anni '70 del XVII secolo nel Mar dei Caraibi.

## Carriera
A L'Avana, nel 1672, Fitzgerald ottenne la nomina a "guarda costa", diventando un corsaro al soldo della Spagna. Nello stesso anno catturò la nave inglese Humility, accanendosi ferocemente sui prigionieri; al capitano Matthew Fox, che gliene chiese la ragione, rispose di voler vendicare maltrattamenti che gli inglesi avevano inflitto ai suoi compatrioti ventiquattro anni prima e che comunque "non sarebbe mai stato sazio di sangue inglese, che poteva bere come acqua quando era assetato".
Nel 1673, tra le vittime di Fitzgerald ci fu Edmund Cooke, abbandonato alla deriva senza provviste dopo essere stato abbordato; a seguito di ciò Cooke si sarebbe dato a sua volta alla pirateria.
Fitzgerald continuò a corseggiare ai danni degli inglesi nei mari di Campeche, in società con i corsari olandesi Yellows e Jan Reyning, anch'essi patentati dalla Spagna. Nel 1674 il re inglese Carlo II gli offrì la grazia, se avesse abbandonato l'attività. Ma l'anno dopo la nave di Fitzgerald approdò all'Avana con una dozzina di prigionieri inglesi appesi ai pennoni, sicché, dopo che la Spagna si era rifiutata di consegnarlo e di offrire un risarcimento, nel settembre 1675 le autorità inglesi ordinarono la cattura di Fitzgerald, vivo o morto.
La fine di Philip Fitzgerald non è nota. Ma nel 1687 l'esploratore e pirata inglese William Dampier, trovandosi nel Mar Cinese meridionale, seppe da alcuni ex-membri della ciurma del bucaniere Charles Swan, di un certo "John Fitz-Gerald", un irlandese capace di parlare lo spagnolo, che si era sistemato in quella zona dopo aver sposato una meticcia. Non è però certo che si tratti dello stesso Philip Fitzgerald .